# Keluang (Tungkal Ilir)
Keluang is een bestuurslaag in het regentschap Banyuasin van de provincie Zuid-Sumatra, Indonesië. Keluang telt 4372 inwoners (volkstelling 2010).